# 鉄東区 (四平市)
鉄東区（てつとう-く）は中華人民共和国吉林省四平市に位置する市轄区。

## 行政区画
8街道、2鎮、1民族鎮、1郷を管轄：
- 街道弁事処：平東街道、北市場街道、七馬路街道、四馬路街道、解放街道、北門街道、黄土坑街道、平南街道
- 鎮：山門鎮、石嶺鎮
- 民族鎮：イェヘ（葉赫）満族鎮
- 郷：城東郷

## 交通

### 鉄道
- 中国国家鉄路集団
  - 哈大旅客専用線
    - 四平東駅

  - 四梅線

### 道路
- 高速道路
  -  京哈高速道路
  -  集双高速道路（中国語版）
- 国道
  -  G232国道（中国語版）
  -  G303国道